# Стефан Урош V
Стефан Урош V Ніякий (серб. Стефан Урош V Нејаки; 1336 — 1371) — син і спадкоємець короля Стефана Душана. Останній король Сербії (1355-1371) з династії Неманичів.

## Життєпис

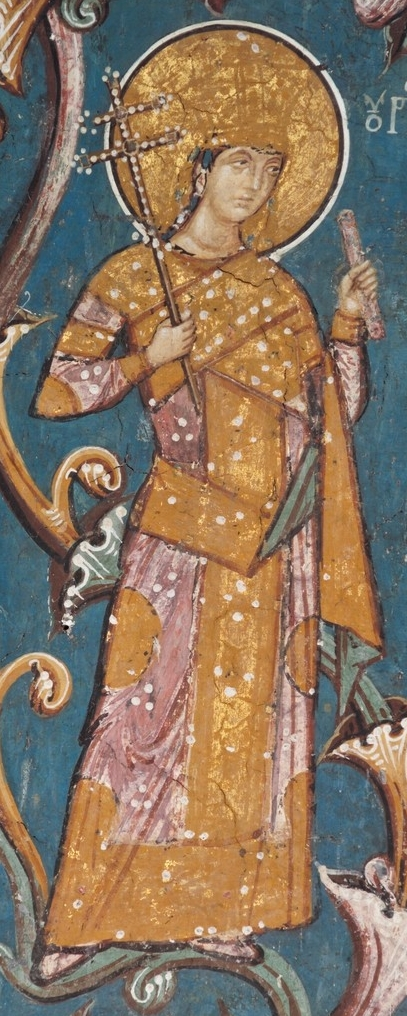
Молодий Урош V, Монастир Високі Дечани

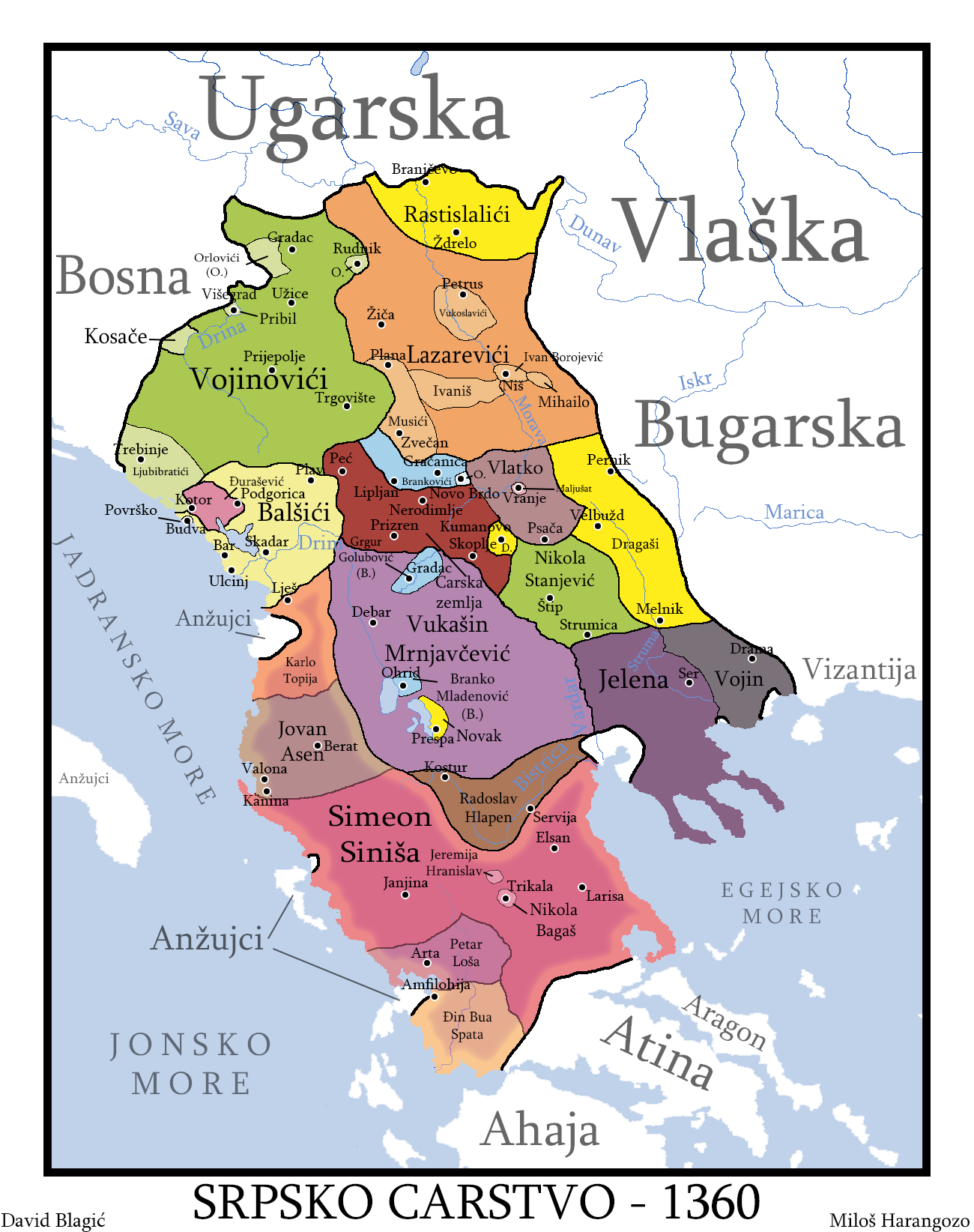
Сербське царство у 1360, під час царювання Уроша V, з теренами удільних володарів

Був сином короля Стефана Душана та Олени Шишман. 
У 1346–1355 був співволодарем свого батька Душана. У 1355, після його смерті, був коронований та став новим королем і імператором Сербії.
Проте він був недосвідченим юнаком, виявився нездатним стримувати руйнівні амбіції могутніх магнатів. Королівство перетворилося на конфедерацію дрібних володарів, які утвердилися у різних провінціях і правили на власний розсуд, не рахуючись з центральною владою царя. Дядько Уроша Сімеон отаборився в Епірі та Фессалії, Вукашин Мрнявчевич — у Македонії, Лазар Хребелянович — у Рудніку, рід Балша — у Зеті, а сам Стефан Урош V мав задовольнитися старою провінцією Рашкою.
Першою серйозною політичною проблемою Стефана Уроша V стали претензії на самостійність його дядька, Симеона Синіши, на володіння якого цар напав у 1356. Однак Симеон Сініша розбив війська Уроша, і він був змушений відмовитися від Фессалії й Епіра.
Сепаратизм місцевих правителів підтримала і мати короля, Олена Болгарська, яка фактично почала правити самостійно, спираючись на підтримку аристократа Йована Углеша. Її приклад наслідували й інші сербські вельможі — Дейянкович, Балшич, Нікола Алтоманович і Углеша, брат Вукашина Мрнявчевича, який у 1365 коронований співправителем царя, і до його нащадків переходив престол у разі бездітності Уроша.
До кінця свого царювання Стефан Урош контролював тільки територію між Шар-Планиною і Дунаєм.
Наприкінці 1360-х османська потуга зламала опір союзників Стефана Уроша — болгарських царів Івана Александра та Івана Шишмана. У 1371 Вукашин зазнав поразки від османів на чолі із Лалой Сахін-пашою при річці Мариці. Внаслідок чого більша частина Македонії, Фессалії, частина Албанії захоплені Османською імперією.
Помер 4 грудня 1371. З ним завершилася не лише династія Неманичів, а й історія Сербського царства. Помер бездітним незабаром після того, як сербські лицарі були розгромлені турками в битві на Мариці. Владу на півночі країни захопив Лазар Хребелянович, який, однак, не прийняв титул царя. Фактично Сербія перестала існувати як єдина держава. У 1377 Твртко I Боснійський (онук Стефана Драгутина по жіночій лінії) коронувався як цар Сербії, Боснії та приморських земель. Однак дійсною владою в Сербії він не володів.
Заснував монастир Матейча, канонізований Сербською православною церквою через 211 років після кончини. Його мощі знаходяться в монастирі Нові-Язак на гірській гряді Фрушка гора.